# 徘徊型兵器

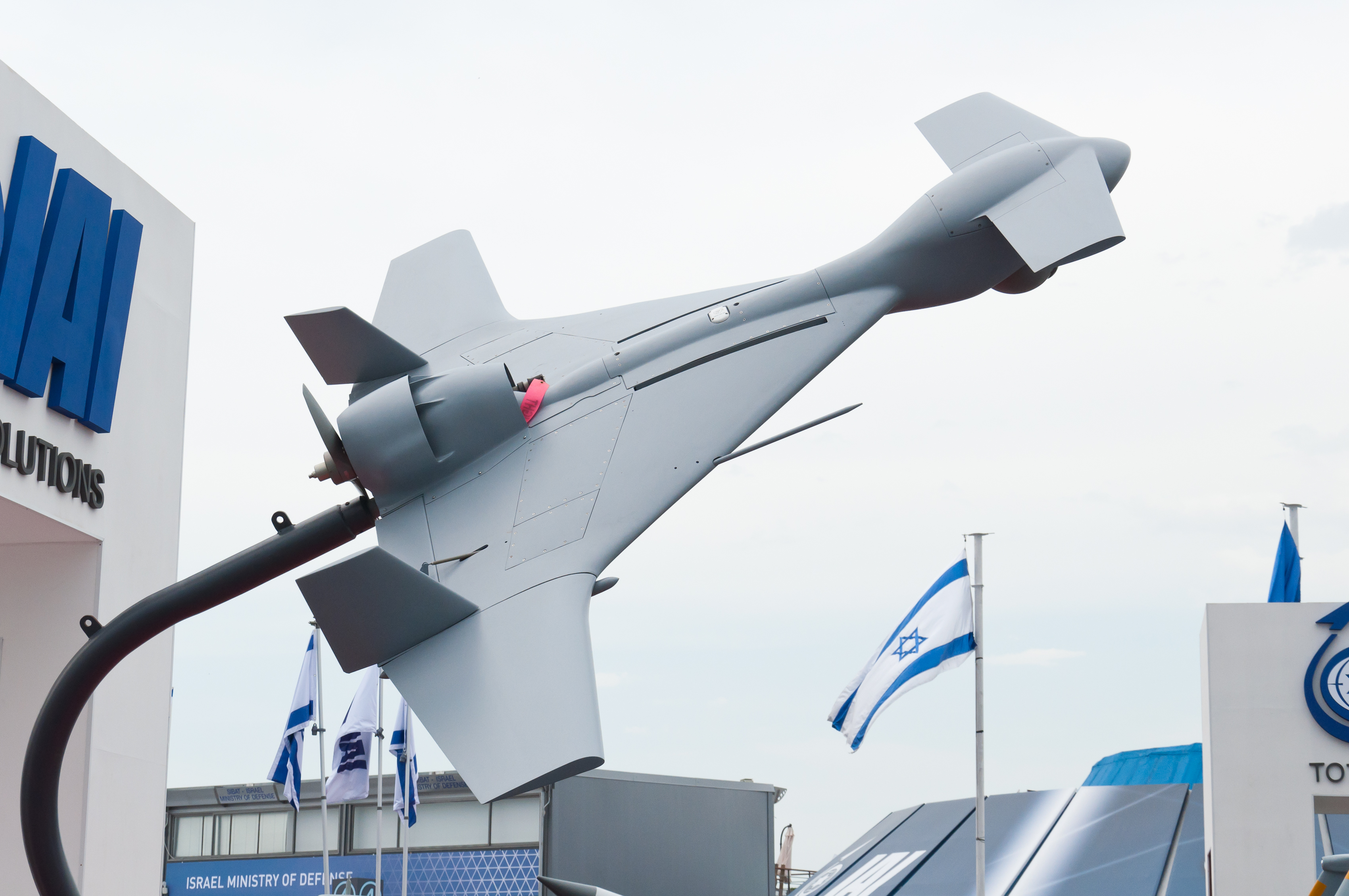
IAI ハロップ
パリ航空ショー、2013年

徘徊型兵器（はいかいがたへいき、英: loitering munition）または徘徊弾薬（はいかいだんやく）は、攻撃型の無人航空機 (UCAV) の一種。
離陸した無人航空機が数時間にわたって目標地域上空を「徘徊（loitering）」し、高価値目標を発見するかもしくは地上管制システムからの指令を受けることにより、対地ミサイルのように搭載した爆薬もろとも目標に突入し自爆して攻撃を行うというものである。
徘徊可能な時間内に目標が発見できない場合には自爆するか、機種によっては自力で帰投し再使用可能なものもある。

## 呼称
呼称については徘徊型自律兵器 (Loitering Autonomous Weapons) 、徘徊型攻撃システム (Loitering Attack Systems) というようにも表現される。
「Kamikaze Drone（神風ドローン）」、「Suicide Drone（自殺ドローン・自爆型ドローン）」、「Killer Drone（キラードローン）」、「Kamikaze Strike（神風ストライク）」、「Samurai Drone（サムライドローン）」などとも呼ばれている。コストパフォーマンスの高さから「Costco Drone（コストコドローン）」という表現もある。
日本語では、うろつき型兵器、自爆型UAV、特攻型UAV、カミカゼUAV、などと訳されている。

## 概要
徘徊型兵器の、従来の対地ミサイル・巡航ミサイルとの違いとしては
- 発射（離陸）する時点では必ずしも攻撃目標が明確である必要が無い。
- 飛翔体自身が自分で攻撃目標を探す事ができる。
- 攻撃目標が見つかるまで"徘徊"して待つことができる。
- 攻撃目標が見つからない場合に帰投できる機体もあり、コスト的にも無駄にならない。

といった点が挙げられる。
この種の兵器として最初に実用化されたのは、イスラエルのIAIが開発し1994年に初飛行に成功したハーピーで、これは敵防空網制圧(SEAD)を目的としており、検出した敵レーダー波に向かって突入する機能を持つものであった。
その後は各国で開発が進み、歩兵1名での運用、移動中の車両への攻撃、全天候/夜間での行動、遠隔操作による目標の再設定など多彩な機能が実現している。2022年のロシアによるウクライナ侵攻では、アメリカ製のスイッチブレードがロシア軍の車両を多数破壊し、評価が高まっている。

## 機種の例

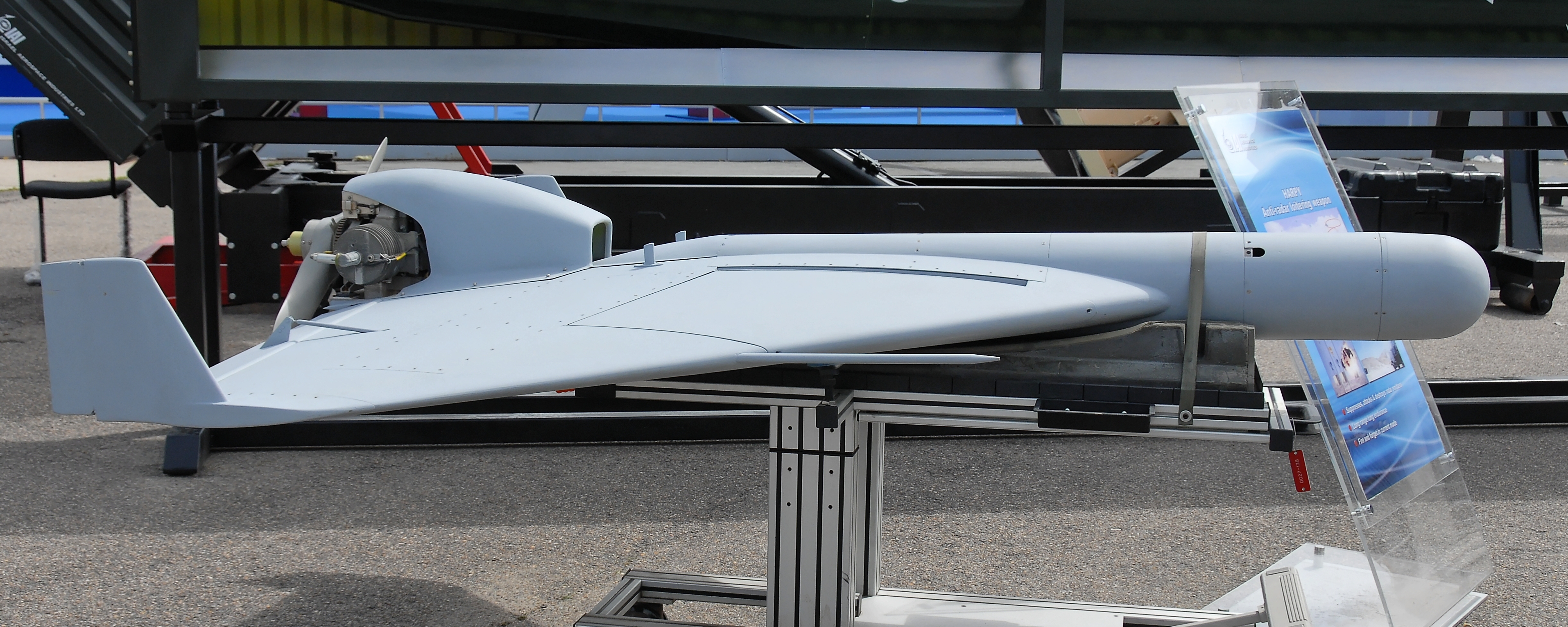
IAI ハーピー
パリ航空ショー、2007年

フランス
MATARIS
フランス初の徘徊型兵器シリーズで、以下のモデルがある。
- MT-10：射程10kmの回転翼型
- MX-10 DAMOCLES：射程10kmのクワッドコプター型
- MV-25 OSKAR：射程25kmの固定翼型
- MV-100 VELOCE 330：射程100kmの固定翼型

 ドイツ
HX-2
ヘルシング社が開発中の徘徊型兵器で、ドイツ連邦軍が発注中。
 イスラエル
IAI ハーピー
敵の防空レーダーに突入し自爆する機能を持つ。
IAI ハロップ
ハーピーの改良型。可視光カメラを搭載し、敵がレーダー波の放出を停止しても攻撃可能になっている。
IAI ハーピーNG
ハーピー/ハロップの改良型。NGは New Generationの意。全天候/夜間攻撃能力を持つ。
IAI グリーンドラゴン
小型・軽量・低コストの徘徊型UAV。2016年のシンガポール・エアショーで初公開された。
IAI ロテム L
クアッドコプター型で、地上部隊の兵士が一人で携帯・操作可能なサイズのUAV。
 インド
- スリシャストラ Mk1

Veda Aeronautics社が開発した、カタパルト発射式のジェット推進徘徊型弾薬。インド空軍に採用されている。
 イラン
以下のドローンは全て2022年ロシアのウクライナ侵攻時にイランからロシア軍に提供されている。
- シャヘド136
- シャヘド131
- シャヘド238
- アバビル-2
- ラード85

 大韓民国
デビルキラー
韓国航空宇宙産業(KAI)が開発した自爆型UAV。
 ポーランド
ウォーメイト
WBエレクトロニクス製の自爆型UAV。ウクライナ軍にも供与されている。
 ロシア
- ランセット
- Kub-BLA
- ZALA KYB

 イギリス
ファイアシャドウ
MBDAが開発し、イギリス軍への導入提案についてはIAI ハロップが競合機種となった。
 アメリカ合衆国
AGM-136
1980年代に開発された対レーダーミサイルで、限定的な徘徊機能を持つものとして計画されたが1991年に開発中止となった。
NLOS-LS
徘徊機能を持つLAM（Loitering Attack Munition）は実用化されず開発中止となった。
LOCAAS
LOCAASはLow Cost Autonomous Attack System（低価格自律攻撃システム）の略。30分程度の"徘徊"が可能な巡航ミサイル。開発中止となった。
スイッチブレード
エアロヴァイロンメント製の小型の自爆型UAV。地上部隊の兵士が一人で携帯・操作可能なサイズである。
フェニックス・ゴースト
エアロヴァイロンメント製の自爆型UAV。6時間の滞空が可能とされる。
LMAMS
LMAMSはLethal Miniature Aerial Missile System（致死性小型航空ミサイルシステム）の略。アメリカ陸軍が開発している小型の自爆型UAV。地上部隊の兵士が一人で携帯・操作可能なサイズである。